# Pazza musica
Pazza musica è un singolo dei cantanti italiani Marco Mengoni ed Elodie, pubblicato il 26 maggio 2023 come primo estratto dall'ottavo album in studio di Mengoni Materia (Prisma) ed aggiunto successivamente all'edizione streaming dell'album di Elodie OK. Respira, unicamente nella sua riedizione digitale.

## Descrizione
Il brano, scritto e composto da Paolo Antonacci, Tropico, Davide Simonetta e Zef, segna la prima collaborazione tra i due artisti. In un'intervista rilasciata a TV Sorrisi e Canzoni in occasione dell'uscita dell'album, Mengoni ha raccontato il significato del brano:
(Marco Mengoni)

## Accoglienza
Mattia Marzi di Rockol scrive che sebbene il brano sia stato denifito dai due cantanti un «antitormentone estivo», esso «non strizzerà l’occhio ai ritmi latini, [...] ma ha le caratteristiche giuste per diventarlo». Questo secondo Marzi grazie a «un riff accattivante di fiati» e che «il botta e risposta tra Marco Mengoni e Elodie, [...] funziona. La canzone è un inno alla potenza salvifica della musica pop».
Alessandro Alicandri di TV Sorrisi e Canzoni ha definito Pazza musica «un brano caldo e coinvolgente» in cui «si respira l'umanità di chi la canta». Il giornalista afferma inoltre che il brano «racconta in modo nemmeno troppo sotteso la loro storia», accomunata da «carriere che non sono partite subito con il botto, sono due persone "artisticamente timide" che hanno dovuto farsi spazio negli anni».
Meno entusiasta Fabio Fiume di All Music Italia, il quale assegna al brano un punteggio di 5,75 su 10, scrivendo che il pezzo «guadagna forza» solo perché eseguito dai due artisti, poiché «due grandi del nostro pop avrebbero dovuto strafregarsene di algoritmi e simili, e dare al pezzo una chiusura più meritevole». Tuttavia Fiume apprezza il fatto che le strofe «sono mondi sonori originali rispetto a quanto i due hanno fin qui proposto».

## Video musicale
Il video, diretto da Roberto Ortu, con la fotografia di Francesco Piras, è stato reso disponibile in concomitanza del lancio del singolo attraverso il canale YouTube di Marco Mengoni.
All Music Italia ha riscontrato nel video l'atmosfera dei block party in cui «attraverso la musica e il divertimento, crea un momento di forte aggregazione e comunione».  Valeria Paglionico ha sottolineato come nel video i look dei due cantanti richiamino gli stili anni 2000, associandoli a quelli delle Spice Girls.

## Tracce
Testi e musiche di Paolo Antonacci, Davide Petrella, Davide Simonetta e Stefano Tognini.
Download digitale
1. Pazza musica – 3:15

## Classifiche

### Classifiche settimanali
| Classifica (2023) | Posizione massima |
| ----------------- | ----------------- |
| Italia            | 10                |

### Classifiche di fine anno
| Classifica (2023) | Posizione |
| ----------------- | --------- |
| Italia            | 36        |